# Peruanische Badmintonmeisterschaft 2016
Die Peruanische Badmintonmeisterschaft 2016 fand vom 24. bis zum 27. November 2016 in Lima statt.

## Medaillengewinner
| Disziplin    | Gold                             | Silber                          | Bronze                                 |
| ------------ | -------------------------------- | ------------------------------- | -------------------------------------- |
| Herreneinzel | José Guevara                     | Rodrigo Pacheco                 | Diego Mini                             |
| Herreneinzel | José Guevara                     | Rodrigo Pacheco                 | Daniel La Torre                        |
| Dameneinzel  | Daniela Macías                   | Micaela Flores                  | Fernanda Saponara Rivva                |
| Herrendoppel | Bruno Barrueto Diego Mini        | Daniel La Torre José Guevara    | Gustavo Alfredo Salazar Nicolás Macías |
| Herrendoppel | Bruno Barrueto Diego Mini        | Daniel La Torre José Guevara    | Diego Subauste Rodrigo Camogliano      |
| Damendoppel  | Luz María Zornoza Paula La Torre | Dánica Nishimura Daniela Macías | Fernanda Saponara Rivva Micaela Flores |
| Mixed        | Diego Mini Luz María Zornoza     | Daniel La Torre Daniela Macías  | Mario Cuba Katherine Winder            |
| Mixed        | Diego Mini Luz María Zornoza     | Daniel La Torre Daniela Macías  | Rodrigo Pacheco Cristina Aicardi       |